# Sbarro
Sbarro – amerykańska sieć pizzerii mająca przeszło 600 lokali w 28 krajach na świecie.
Pierwsza restauracja Sbarro została otwarta przez Gennaro i Carmela Sbarro w Brooklinie w Nowym Jorku w 1967 roku.
9 sierpnia 2001 w jednej z restauracji znajdującej się w Jerozolimie miał miejsce samobójczy zamach bombowy przeprowadzony przez 20-letniego Palestyńczyka. W jego wyniku zginęło 15 osób, a 130 zostało rannych.
Na początku 2007 Sbarro przejęte zostało przez MidOcean Partners.